# Hertig av Marlborough

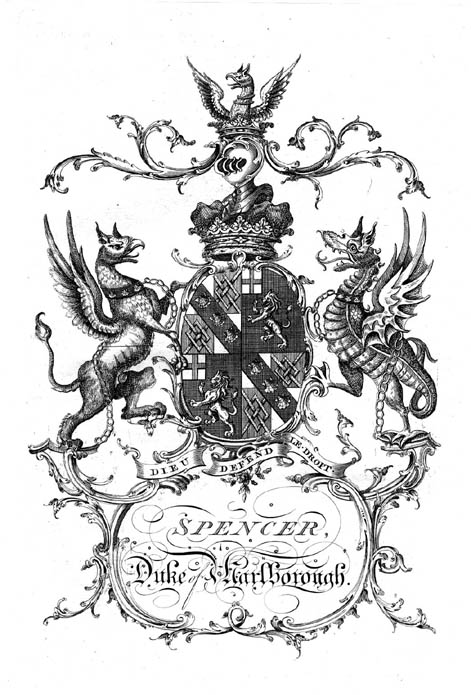
Vapen för den tredje hertigen och alla följande hertigar av Marlborough

Hertig av Marlborough (engelska: Duke of Marlborough) (efter Marlborough [ˈmɔːlbɹə]) är en ärftlig titel inom brittisk adel. Den förste innehavaren av titeln var den berömde engelske generalen John Churchill (1650–1722) – hertigen av Marlborough utan vidare specifikation syftar oftast på honom.
Hertigtiteln skapades 1702 av drottning Anna; John Churchill, vars hustru var en av drottningens favoriter, hade tidigare blivit Lord Churchill av Eyemouth inom den skotska adeln (1682), den titeln utslocknade vid hans död, och earl av Marlborough (1689) av kung Vilhelm III. Anna hedrade honom ytterligare efter hans ledarskap vid segrarna över fransmännen 13 augusti 1704 nära orten Blenheim (tyska: Blindheim) vid Donau (slaget vid Blenheim), genom att ge honom det kungliga slottet Woodstock, och på egen bekostnad bygga ett hus kallat Blenheim.
Den första hertigen förärades också kejserliga titlar: kejsar Josef I gjorde honom till furste av det Tysk-romerska riket 1704, och 1705, blev han riksfurste av Mindelheim. Han var dock tvungen att ge upp Mindelheim 1714 vid Freden i Utrecht, och fick ge furstendömet till Bayern. Enligt några källor fick han Mellenburg i utbyte. Hans kejserliga titlar ärvdes inte av hans döttrar och utslocknade 1722.
Hertigen av Marlborough har även flera undertitlar: markis av Blandford ( 1702), earl av Sunderland (1643), earl av Marlborough (1689), baron Spencer av Wormleighton (1603), baron Churchill av Sandridge (1685) (alla är engelska adelstitlar.) Titeln markis av Blandford används av hertigens äldste son och arvinge. Hertigens äldsta sons äldste son kan i sin tur använda titeln earl av Sunderland.
De senare hertigarna av Marlborough härstammar från den förste hertigen, men inte på manslinjen. Eftersom den förste hertigen inte hade några överlevande söner, tilläts titeln (genom ett speciellt parlamentsbeslut) ärvas av hans äldsta dotter. En yngre dotter, Lady Anne Churchill, gifte sig med Charles Spencer, 3:e earl av Sunderland (cirka 1674–1722), och från detta giftermål härstammar de senare hertigarna av Marlborough. Därför bar de från början efternamnet Spencer. George Spencer, 5:e hertig av Marlborough, fick genom kungligt beslut rätt att bära samma efternamn och vapen som sin kände förfader den förste hertigen av Marlborough, och blev därför George Spencer-Churchill. Detta dubbelnamn har stannat i familjen sedan dess, trots detta har flera av de mer kända medlemmarna av familjen kallat sig för endast "Churchill".
Hertigdömet Marlborough är det enda hertigdömet i Storbritannien som fortfarande kan ärvas på kvinnosidan. Trots det ärvs inte titeln enligt primogenitur som de flesta titlar som kan ärvas på spinnsidan gör. De följer ett slags semi-salisk lag. Hertigtiteln ärvs på följande sätt:
1. De manliga arvingarna av den förste hertigen;
2. hans äldsta dotter och hennes manliga arvingar;
3. hans andra och andra döttrar, efter ålder, och deras manliga arvingar;
4. hans äldsta dotters äldsta dotter och hennes manliga arvingar;
5. alla andra döttrar av hans döttrar och deras manliga arvingar;
6. och andra ättlingar i framtiden, på det sätt och avsikt att Marlboroughtiteln aldrig kommer att utslockna.

Det är väldigt osannolikt att hertigtiteln kommer att ärvas på spinnsidan igen, eftersom alla manliga ättlingar från Anne Spencer, grevinna av Sunderland – inklusive earlerna Spencer såväl som familjen Spencer-Churchill – måste dö ut. Om det skulle hända skulle Churchill titlarna gå till hertigarna av Bedford eftersom de är de manliga arvingarna till Diana Russell, hertiginna av Bedford, en syster till den tredje hertigen av Marlborough. Om Dianas manliga ättlingar skulle dö ut, så är earlen av Jersey näst i tur, den manliga ättlingen till Anne Villiers, grevinna av Jersey, dotter till Elizabeth Egerton, hertiginna av Bridgwater, en yngre dotter till den förste hertigen.
Den 7:e hertigen av Marlborough var farfar till den brittiske premiärministern Sir Winston Churchill (som föddes på Blenheim Palace).
Den nuvarande hertigen av Marlborough är Charles James Spencer-Churchill, 12:e hertig av Marlborough.
Titeln Earl av Marlborough, som gavs till Churchill 1689, skapades en gång tidigare i brittisk historia, för James Ley 1626. Den titeln utslocknade 1679.

## Earler av Marlborough, skapad första gången (1626)
- James Ley, 1:e earl av Marlborough (1552–1629)
- Henry Ley, 2:e earl av Marlborough (1595–1638)
- James Ley, 3:e earl av Marlborough (1618–1665)
- William Ley, 4:e earl av Marlborough (1612–1679)

## Earler av Marlborough, skapad andra gången (1689)
- John Churchill, 1:e earl av Marlborough (1650–1722), blev hertig av Marlborough 1702

## Hertigar av Marlborough (1702)
- John Churchill, 1:e hertig av Marlborough (1650–1722)
- Henrietta Godolphin, 2:a hertiginna av Marlborough (1681–1733)
- Charles Spencer, 3:e hertig av Marlborough (1706–1758)
- George Spencer, 4:e hertig av Marlborough (1739–1817)
- George Spencer-Churchill, 5:e hertig av Marlborough (1766–1840)
- George Spencer-Churchill, 6:e hertig av Marlborough (1793–1857)
- John Winston Spencer-Churchill, 7:e hertig av Marlborough (1822–1883)
- George Charles Spencer-Churchill, 8:e hertig av Marlborough (1844–1892)
- Charles Richard Spencer-Churchill, 9:e hertig av Marlborough (1871–1934)
- John Albert William Spencer-Churchill, 10:e hertig av Marlborough (1897–1972)
- John George Vanderbilt Spencer-Churchill, 11:e hertig av Marlborough (1926–2014)
- Charles James Spencer-Churchill, 12:e hertig av Marlborough (f. 24 november 1955)

Första arvinge: George Spencer-Churchill, markis av Blandford (f. 28 juli 1992)